# Sebastián Maz
Nelson Sebastián Maz Rosano (ur. 20 listopada 1984 w Durazno) – urugwajski piłkarz z obywatelstwem meksykańskim występujący na pozycji napastnika.

## Kariera klubowa
Maz jest wychowankiem zespołu CA Peñarol ze stołecznego miasta Montevideo. W urugwajskiej Primera División zadebiutował jako dwudziestolatek, jednak nie potrafił sobie wywalczyć miejsca w wyjściowej jedenastce. Przez kolejne kilka miesięcy w roli rezerwowego gracza Peñarolu nie zdołał osiągnąć z tym klubem żadnych większych sukcesów. Z podobnym skutkiem występował w kolejnych, znacznie niżej notowanych urugwajskich ekipach: Central Español, z którym wziął udział w pierwszym międzynarodowym turnieju w karierze, Copa Sudamericana, oraz Montevideo Wanderers.
Latem 2007 Maz został zawodnikiem meksykańskiego drugoligowca Indios de Ciudad Juárez. Tutaj szybko został kluczowym graczem drużyny i w sezonie 2007/2008 wywalczył z nią historyczny awans do Primera División, będąc czołowym strzelcem rozgrywek. W najwyższej klasie rozgrywkowej zadebiutował 26 lipca 2008 w przegranym 0:1 meczu z Tecos UAG, jednak stracił miejsce w składzie i po pół roku z zerowym dorobkiem bramkowym został wypożyczony do drugoligowego Dorados de Sinaloa. W jego barwach podczas wiosennej fazy Clausura 2009 został królem strzelców Primera A, zdobywając piętnaście goli. Sezon 2009/2010 spędził w Club Necaxa, także z drugiej ligi meksykańskiej, której wydatnie pomógł w dwukrotnym zwycięstwie w rozgrywkach, a co a tym idzie awansie do Primera División.
Maz, mimo awansu Necaxy, pozostał jednak w drugiej lidze, podpisując umowę z Tiburones Rojos de Veracruz. W sezonie Apertura 2010 dotarł z nim do dwumeczu finałowego rozgrywek, w którym jego ekipa ostatecznie przegrała. Po roku spędzonym w portowym mieście przeniósł się do drugoligowego Club León, z którym w sezonie 2011/2012 zanotował już trzeci w karierze awans do Primera División, w wiosennej fazie Clausura zdobywając przy tym kolejny tytuł króla strzelców, tym razem z trzynastoma bramkami na koncie. Premierowego gola w pierwszej lidze meksykańskiej strzelił 10 sierpnia 2012 w wygranej 3:0 konfrontacji z Santosem Laguna.
| Sezon     | Klub                        | Kraj    | Rozgrywki        | Mecze | Bramki |
| --------- | --------------------------- | ------- | ---------------- | ----- | ------ |
| 2004      | CA Peñarol                  | Urugwaj | Primera División | 1     | 0      |
| 2005      | CA Peñarol                  | Urugwaj | Primera División | 5     | 1      |
| 2005/2006 | CA Peñarol                  | Urugwaj | Primera División | 7     | 2      |
| 2006/2007 | Central Español             | Urugwaj | Primera División | 9     | 1      |
| 2006/2007 | Montevideo Wanderers        | Urugwaj | Primera División | 11    | 2      |
| 2007/2008 | Indios de Ciudad Juárez     | Meksyk  | Liga de Ascenso  | 41    | 22     |
| 2008/2009 | Indios de Ciudad Juárez     | Meksyk  | Primera División | 6     | 0      |
| 2008/2009 | Dorados de Sinaloa          | Meksyk  | Liga de Ascenso  | 18    | 15     |
| 2009/2010 | Club Necaxa                 | Meksyk  | Liga de Ascenso  | 42    | 23     |
| 2010/2011 | Tiburones Rojos de Veracruz | Meksyk  | Liga de Ascenso  | 27    | 12     |
| 2011/2012 | Club León                   | Meksyk  | Liga de Ascenso  | 37    | 28     |
| 2012/2013 | Club León                   | Meksyk  | Primera División |       |        |